# Копърбелт
Копърбелт е една от провинциите на Замбия. Разположена е в северната и част и граничи с Демократична република Конго на север и изток. Името на провинцията идва от богатия на полезни изкопаеми и особено на мед район Копърбелт в Северна Замбия и южните части на Демократична република Конго, който обхваща част от територията на провинцията. Площта на Копърбелт е 31 328 км², а населението, според изчисления за 1 юли 2019 г., е 2 605 116 души. Главни градове в провинцията са столицата Ндола и градовете Китуе, Муфулира, Чингола, Чилилабомбуе, Луанша и др. Копърбелт е разделена на 10 района.